# St. Jakob (Weihenzell)

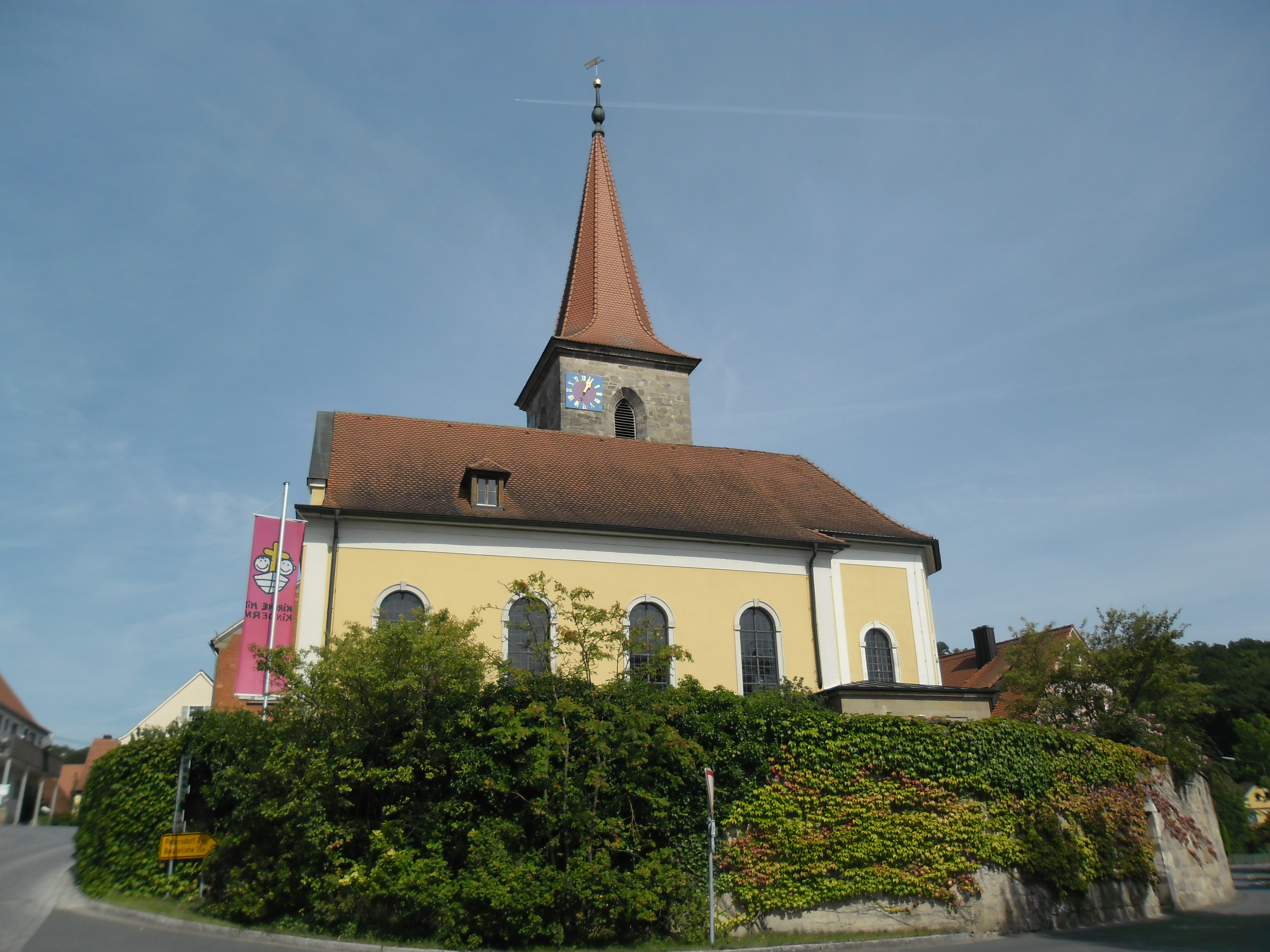
St. Jakob, Südseite

St. Jakob ist eine nach dem Apostel Jakobus dem Älteren benannte evangelisch-lutherische Kirche in Weihenzell (Dekanat Ansbach).

## Kirchengemeinde
Weihenzell gilt als Gründung des Gumbertusklosters und stand von je her in enger Beziehung mit demselben. Bereits im 10. Jahrhundert gab es eine Kapelle, von der heute noch die Krypta übrig geblieben ist. Aus dem 12. Jahrhundert dürfte St. Veit, eine ehemalige Wallfahrtskapelle, stammen, die auf dem Weg nach Petersdorf auf dem so genannten Kappellberg stand. Im 14. Jahrhundert wird St. Jakob erstmals namentlich erwähnt, das zu diesem Zeitpunkt schon eine eigenständige Pfarrei war.
Das Patronat übte ursprünglich der Propst des Gumbertusstiftes aus. Zur Pfarrei gehörten die Filialen St. Johannes (Wernsbach bei Ansbach) und St. Martin (Moratneustetten). Eingepfarrt waren die Orte Adelmannsdorf, Brünst (teilweise), Gebersdorf, Gödersklingen, Grüb, Haasgang, Hanmansmühle, Kühndorf, Moratneustetten, Neubronn, Neumühle, Röshof, Schmalach, Schönbronn, Thierbach, Thurndorf, Wernsbach, Wippendorf und Zellrüglingen.
Am 14. März 1503 wurde St. Johannes zur selbständigen Pfarrei erhoben. Zur Pfarrei gehörten Brünst (teilweise), Gödersklingen, Hanmansmühle, Kühndorf, Röshof, Schmalach, Schönbronn und Wernsbach.
Seit 1528 wurden in Weihenzell Predigtgottesdienste nach evangelischem Verständnis abgehalten. Die Kirchenhoheit nach der Reformation hatte das Fürstentum Ansbach inne, die Kirchengemeinde wurde dem neu geschaffenen Dekanat Leutershausen zugeteilt.
Nach den Wirren des Dreißigjährigen Krieges mussten St. Jakob wie auch St. Stephanus und St. Johannes von der Pfarrei Mitteldachstetten versorgt werden. Ca. 1650 wurde St. Stephanus zu einer Filiale von Weihenzell.
Seit 1810 gehört St. Jakob zum Dekanat Ansbach. Ab 1856 wurde St. Stephanus wieder eine eigenständige Pfarrei.
Seit 1974 gehört die rechtlich eigenständige Pfarrei Forst zur Kirchengemeinde, seit 2013 auch die Pfarrei Wernsbach.
Heute gehören zur Pfarrei St. Jakob die Orte Adelmannsdorf (teilweise), Fessenmühle, Gebersdorf, Grüb, Moratneustetten, Neubronn, Neumühle, Papiermühle, Schmalnbachshof, Steinmühle, Thierbach, Thurndorf, Wippendorf und Zellrüglingen.
1970 hatte die Kirchengemeinde 500 Gemeindeglieder, Anfang der 1990er Jahre waren es 1300 Gemeindeglieder, heute (Stand: ca. 2017) 1600 Gemeindeglieder.

## Kirchengebäude
Von der ursprünglichen Kirche ist nur noch der Turm übrig geblieben, der aus dem 14./15. Jahrhundert stammt. Der aus Sandsteinquadern errichtete Turm hat vier Geschosse und einen achtseitigem Spitzhelm. Im Erdgeschoss ist der Chor mit Kreuzgratgewölbe und Piscina in der Westwand erhalten. Die oberen Geschosse haben Schießscharten, das Glockengeschoss hat zu allen Seiten spitzbogige Schallöffnungen und Ziffernblätter. In diesem gibt es drei Glocken, wobei zwei zu Kriegszwecken fortgeschafft und 1954 durch neue Glocken ersetzt wurden. Im Süden schließt das Langhaus an, der 1713 nach Plänen des Eichstätter Hofbaudirektors Gabriel de Gabrieli errichtet wurde. Das Langhaus hat vier Achsen von Rundbogenfenstern an der Nord- und Südseite und im Osten einen Chor mit 5/8-Schluss ebenfalls mit Rundbogenfenstern. An der Westseite hat es ein Stichbogenportal mit vorschwingender Bügelverdachung, darüber ein Ochsenauge und im Giebel nochmals ein Ochsenauge. An der Südseite schließt sich die Sakristei an. Das Langhaus hat ein Satteldach, das im Osten abgewalmt ist, zur Westseite hin gibt es eine Achse mit Walmgauben.
Der einschiffige Saal und der Chor schließen innen mit einem Tonnengewölbe ab. Der Chor ist mit dem Saal verbunden und hat eine Halbkreisapsis. Dort steht ein Altar im Barockstil, der wohl im zweiten Viertel des 18. Jahrhunderts entstanden ist. Der Altaraufsatz zeigt ein Auferstehungsbild (1831), das links und rechts von gedrehten Säulen umgeben ist. Darüber ist das Markgrafenwappen mit Hut angebracht, links und rechts davon Engel, die zum Kruzifix zeigen, das auf dem Aufsatz steht. Im Saal ist eine Doppelempore an der West-, Süd- und Nordseite eingezogen. An der Südseite ist eine Holzkanzel (1842) angebracht, mit Treppenaufgang und oktogonalem Korb. Der Taufstein stand ursprünglich vor dem Altar.